# Les mans de l'esbudellador
Les mans de l'esbudellador (títol original en anglès: Hands of the Ripper) és una pel·lícula britànica dirigida per Peter Sasdy, el 1971. Ha estat doblada al català.

## Argument
Jack l'Esbudellador, que acaba de cometre un crim, confon els seus perseguidors i entra a casa seva. La seva dona comprèn que és un assassí fixant-se en les seves mans ensagnades. Jack l'Esbudellador apunyala llavors la seva dona davant els ulls d'Anna, la seva filla que quedarà traumatitzada a perpetuïtat. La retrobem quan és adolescent i juga als esperits amb Mrs. Granny Golding, una falsa espiritista. Aquesta última proposa a Mr. Dysart, membre del parlament de desflorar-la per una gran suma de diners, aquest últim es torna violent, l'espiritista s'interposa però Anna s'angoixa i mata d'un cop de daga la seva protectora. Dysart és sospitosa de l'homicidi per la policia, però el doctor John Pritchard l'absol gràcies a un fals testimoniatge. Deixeble de Sigmund Freud, s'interessa per la psicologia dels assassins.

## Repartiment
- Eric Porter: El Doctor John Pritchard
- Angharad Rees: Anna, la filla de Jack
- Keith Bell: Michael Pritchard, el fill de John Pritchard
- Jane Merrow: Laura, la promesa cega de Michael
- Derek Godfrey: Mr. Dysart, membre del parlament
- Dora Bryan: Mrs. Granny Golding
- Marjorie Rhodes: Mrs. Bryant
- Lynda Baron: Long Liz, una prostituta
- Marjie Lawrence: Dolly, la serventa
- Margaret Rawlings: Madame Bullard
- Norman Bird: L'inspector de policia